# Engaholm
Engaholm (stundtals även skrivet Ängaholm) är ett gods beläget vid östra stranden av sjön Salen, utanför Alvesta i Aringsås socken, Allbo härad i Kronobergs län.
De ägor som så småningom kom att utgöra godset ägdes under medeltiden av ätten Trolle och kom senare att tillhöra medlemmar av bland andra ätterna Bååt, Sparre och Rosenhane. Under 1700-talet förenades de olika ägorna under det nuvarande namnet av generallöjtnanten och landshövdingen, friherre Anders Koskull (1677-1746), vilken vid sin död gjorde egendomen till fideikommiss. Som Anders Koskulls egen son avlidit före fadern gick fideikommissen via en dotter över till hennes make Anders Gustaf Koskull (1727-1766), tillhörig en närbesläktad ätt med samma namn. Bland senare innehavare av fideikommissen finns riksdagsmannen Anders Koskull (1832-1883).
Engaholm gick därefter i arv som fideikommiss inom ätten Koskull fram till 1975 då den dåvarande fideikommissarien, kammarherren Anders Magnus Koskull (1907-1995) upplöste fideikommissen och sålde godset till sin brorson, Johan Koskull (född 1938).
Till Engaholm hör markägor omfattande 6 200 hektar spridda över ett flertal socknar. Taxeringsvärdet uppgick 1975 till 13 150 000 kronor.